# Watermouth Castle
Watermouth Castle er et herskabeligt hjem opført som en borg, der ligger i Watermouth nær Ilfracombe, North Devon, England. Det er designet af George Wightwick som hjem til Bassett-familien i midten af 1800-tallet. 
Det rummer en stor samling af victorianske antikviteter, særligt redskaber, værktøj og forlystelsesmaskiner, samt en forlystelsespark og ferielejligheder. The Bassetts left the castle in 1945.
Det er en listed building af anden grad.